# غاريث جيويل
غاريث جيويل (بالإنجليزية: Gareth Jewell)‏ هو ممثل بريطاني، ولد في 7 يونيو 1983 في المملكة المتحدة.

## وصلات خارجية
- غاريث جيويل على موقع IMDb (الإنجليزية)
- غاريث جيويل على موقع ألو سيني (الفرنسية)